# Roberto Chabet
Roberto Chabet (Manilla, 29 maart 1937 – aldaar, 30 april 2013), geb. Roberto Chabet Rodriguez, was een Filipijns kunstenaar. Hij wordt wel omschreven als de "vader van de Filipijnse conceptuele kunst".

## Biografie
Roberto Chabet werd geboren op 29 maart 1937 in de Filipijnse hoofdstad Manilla. Hij studeerde architectuur aan de University of Santo Tomas en behaalde daar in 1961 zijn bachelor-diploma. Hij was oprichter en directeur van het museum van het Cultural Center of the Philippines en was er bovendien curator van 1967 tot 1970. Hij was daar onder verantwoordelijk voor de instelling van de 13 Artists Award, voor jonge kunstenaars die zich met hun werk onderscheiden van gevestigde kunstvormen. Chabet doceerde van 1970 tot 2002 aan de faculteit der schone kunsten van de University of the Philippines. Met zijn kermerkende stijl van lesgeven daagde hij zijn studenten uit tot experimenteel denken en doen. In de jaren 90 was hij enige tijd decaan van de faculteit.
Als kunstenaar was Chabet een autodidact. Zijn eerste tentoonstelling was in The Luz Gallery in 1961. Later volgen nog vijf tentoonstellingen in deze galerie. Hij produceerde een grote variëteit aan experimentele en conceptuele kunst van schilderijen, tekeningen, beelden tot collages en drukwerk. Tot Chabet's meest bekende werken behoren zijn bewegende beelden en installaties uit de jaren 70, Russian Paintings, House Paintings, Cargo and Decoy, zijn serie werken van multiplex en Tearing into Pieces (een optreden waarbij Chabet een book van Manuel Duldulao in stukjes scheurde).
Werken van Chabet zijn of waren te zien in het National Museum of the Philippines, het Cultural Center of the Philippines en het Ateneo Art Gallery. Voor zijn werk kreeg Chabet in 1972 een Republic Cultural Heritage Award en een Araw ng Maynila Award. In 1998 werd hij onderscheiden met een Centennial Award.
Roberto Chabet overleed in 2013 op 76-jarige leeftijd in het UERM Medical Center aan de gevolgen van een hartaanval. 
- Gemeinsame Normdatei: 1056882018
- International Standard Name Identifier: 0000 0004 3660 6493
- Library of Congress Control Number: no2015171068
- Virtual International Authority File: 310509316
- WorldCat: E39PBJcRf6tQprVRBDymx8gdwC